# Coup d'État de 1984 en Mauritanie
Le coup d'État de 1984 en Mauritanie est un coup d'État militaire sans effusion de sang survenu en Mauritanie le 12 décembre 1984.

## Déroulement
Le coup d'État a été dirigé par le Chef d'état-major de l'armée, le colonel Maaouiya Ould Sid'Ahmed Taya, qui a pris le pouvoir dans la capitale Nouakchott tandis que le président, le colonel Mohamed Khouna Ould Haidalla, était hors du pays. 
Haidalla assistait à un sommet francophone à Bujumbura, au Burundi. Ould Taya avait assumé la présidence du Comité militaire de salut national (CMSN) au pouvoir, composé de 24 membres, une junte militaire qui a été créée à la suite d'un précédent coup d'État en 1979. 
Les rapports de Nouakchott ont indiqué que le coup d'État n'avait causé aucune perturbation et que les affaires étaient restées normales. Des renforts militaires étaient évidents près des stations de radio et de télévision et de quelques bâtiments publics, selon les rapports.
Après avoir d'abord fui vers Brazzaville, en république du Congo, Haidalla est revenu au pays un jour plus tard et il a été arrêté et emprisonné jusqu'en 1988. 